# Bill Wilkinson
Bill Wilkinson   (Appletreewick, 21 de juny de 1941 - 4 de juliol de 2025) fou un pilot de trial anglès. Durant els anys 60 va ser un dels pilots britànics destacats, per bé que competí de forma irregular a l'aleshores Campionat d'Europa de trial (anomenat Campionat del Món a partir de 1975) i se centrà principalment en les competicions celebrades a les Illes Britàniques. Entre altres victòries destacables, va guanyar l'edició de 1960 del British Experts Trial, la de 1964 del Scott Trial i la de 1969 dels Sis Dies d'Escòcia de Trial, aquesta darrera amb una Greeves Anglian 250 (cosa que representà la darrera victòria d'una moto britànica en aquesta prova). També va guanyar tres edicions de l'Allan Jefferies Trial, celebrat ben a prop de Kettlewell, on residia (1966, 1968 i 1970).
L'any 1970 va fitxar per OSSA i estigué pilotant per a la marca catalana fins a finals de 1976, en què va abandonar la competició. La seva carrera anà paral·lela a la de son germà, Mick Wilkinson, qui també fou pilot oficial de Greeves i d'OSSA i aconseguí bons resultats als Sis Dies d'Escòcia.

## Palmarès
| Any  | Motocicleta | Campionat d'Europa | Altres                |
| ---- | ----------- | ------------------ | --------------------- |
| 1960 | Greeves     | -                  | 1r al British Experts |
|      |             |                    |                       |
| 1964 | Greeves     | -                  | 1r al Scott Trial     |
| 1965 | Greeves     | 5è                 |                       |
| 1966 | Greeves     | -                  |                       |
| 1967 | Greeves     | -                  |                       |
| 1968 | Greeves     | 3r                 |                       |
| 1969 | Greeves     | -                  | 1r als SSDT           |
| 1970 | OSSA        | 31è                |                       |

1. ↑  Fins al 1967 el campionat s'anomenà "Challenge Henry Groutards" i a partir de 1968 va passar a anomenar-se Campionat d'Europa